# Massacre d'Akihabara
Le massacre d'Akihabara (秋葉原通り魔事件, Akihabara tōrima jiken) s'est déroulé dans le quartier d'Akihabara (Chiyoda-ku), à Tōkyō, au Japon, le 8 juin 2008, faisant sept morts et dix blessés.

## Déroulement
Vers 12 h 32 l'assaillant fonce sur la foule à un passage piéton avec un camion, et percute cinq personnes. Sorti de son véhicule, il poignarde au hasard au moins douze personnes avec une dague Smith&Wesson HRT.
Quelques minutes après l'attaque, la police arrête le suspect qui se trouvait dans une rue adjacente, Tomohiro Katō (加藤 智大, Katō Tomohiro) est inculpé pour tentative de meurtre. Agé alors de 25 ans, il habitait alors Susono, dans la préfecture de Shizuoka. Après l'attaque, il est conduit au poste de police de Manseibashi (ja).
Cette affaire survient sept ans jour pour jour après le massacre de l'école d'Ikeda  (la ville d'Ōsaka) perpétrée par Mamoru Takuma. 

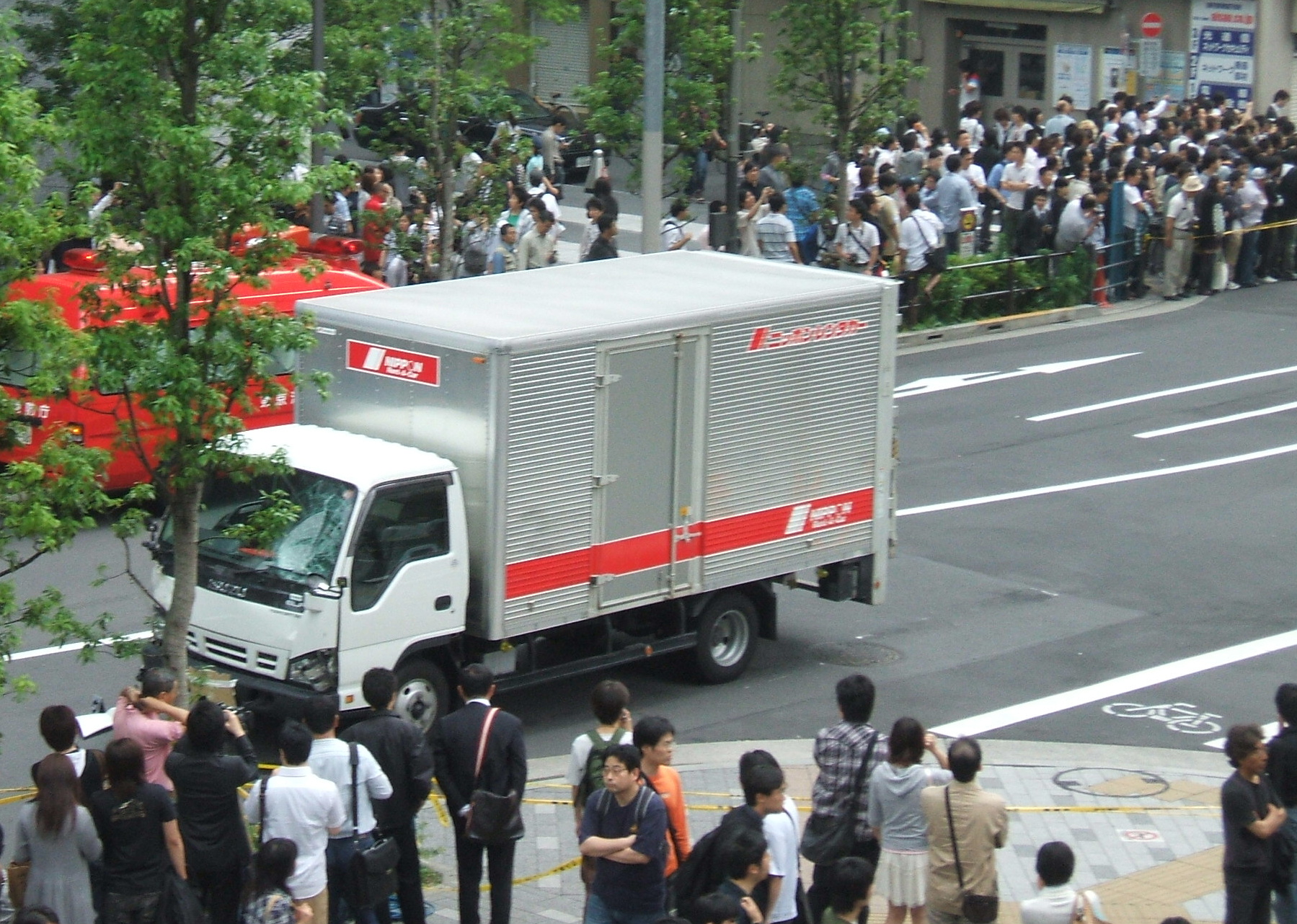
Le camion Isuzu Elf utilisé par Katō.
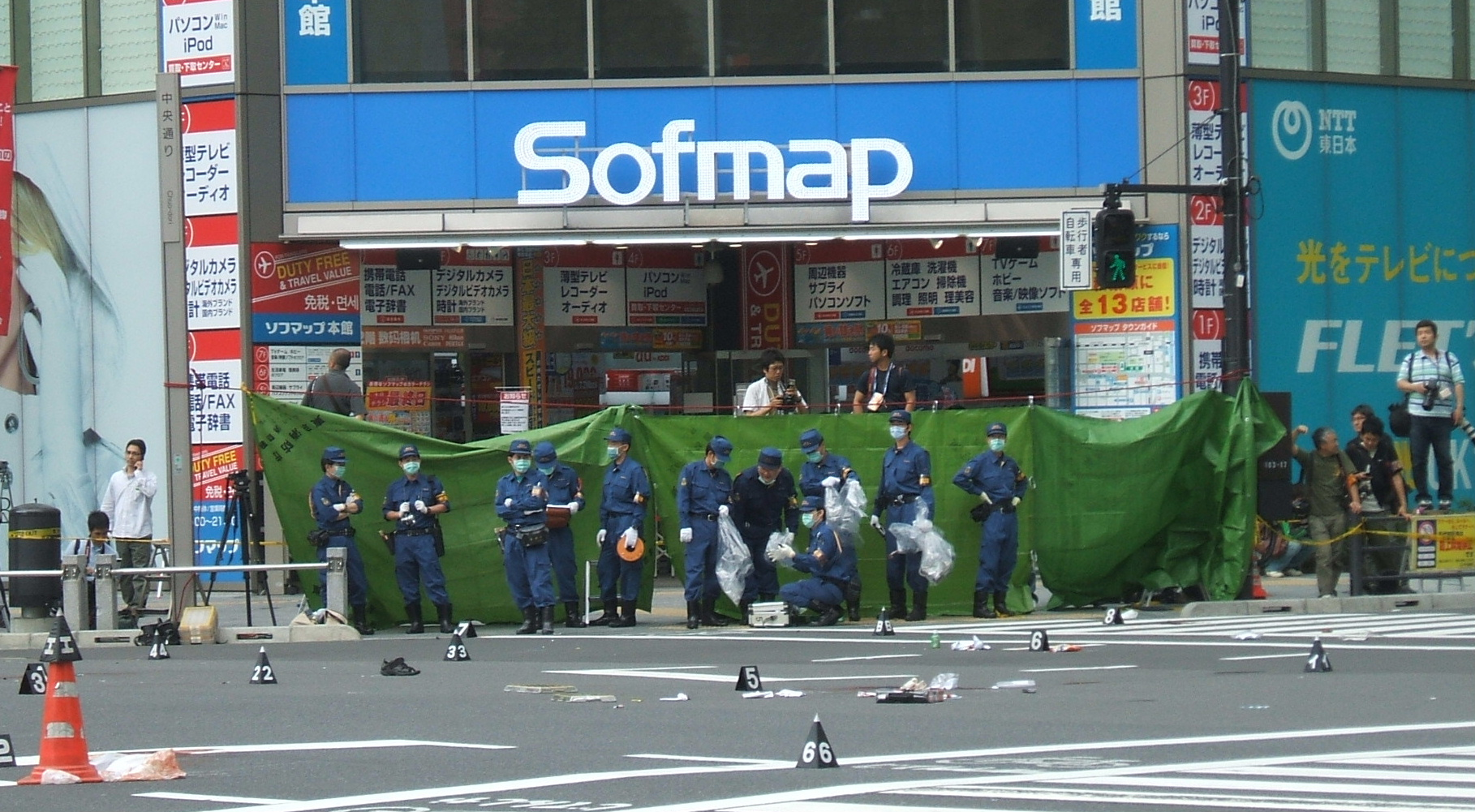
Police vérifiant le lieu du massacre.
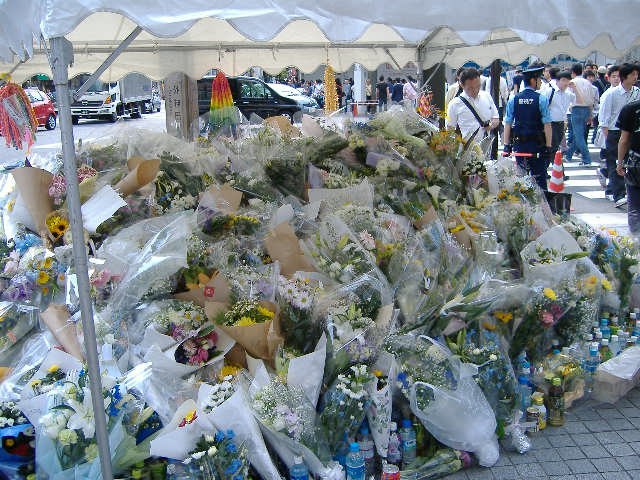
Fleurs offertes en hommage aux victimes.

## Auteur
Tomohiro Katō (加藤 智大, Katō Tomohiro), né le 28 septembre 1982 à Goshogawara, a grandi dans la banlieue de la ville d'Aomori (préfecture d'Aomori). Son père dirigeait une institution financière. Au primaire, Katō était un élève brillant et il excellait en sport. Il rentre au lycée préfectoral d'Aomori (en), mais son classement académique tombe à la 300e place sur 360 et il échoue à l'examen d'entrée de la prestigieuse université de Hokkaidō. Il entre finalement au Junior college automobile Nakanihon et devient mécanicien. Embauché en CDD dans une usine de pièces automobiles dans la préfecture de Shizuoka, il perd son travail fin juin 2008,.
Katō ne s'entendait pas bien avec ses parents et leur rendait rarement visite. Dans une interview, le frère de Katō a révélé que ses parents leur avaient mis la pression pour qu'ils  excellent dans leurs études et dans le sport, les forçant même  parfois à manger par terre. Un voisin a raconté que les parents avaient un jour forcé leur fils à rester dehors pendant des heures dans la neige en plein hiver. Dans un message écrit avant l'attaque il s'élevait contre leur éducation trop rigoriste. Fortement endetté et se croyant abandonné par les siens, Katō songe à se suicider en octobre 2007 mais un policier le convainc de ne pas le faire. 

### Exécution
Katō est exécuté par pendaison le 26 juillet 2022 au Centre de détention de Tokyo.